# Kapillarelektrochromatographie
Die Kapillarelektrochromatographie (engl. capillary electrochromatography, CEC) ist eine biochemische Methode zur Trennung von Molekülen in der stationären Phase einer chromatographischen Trennsäule durch Elektroosmose. Sie ist eine Kombination aus der Kapillarelektrophorese und der Hochleistungsflüssigkeitschromatographie.

## Prinzip

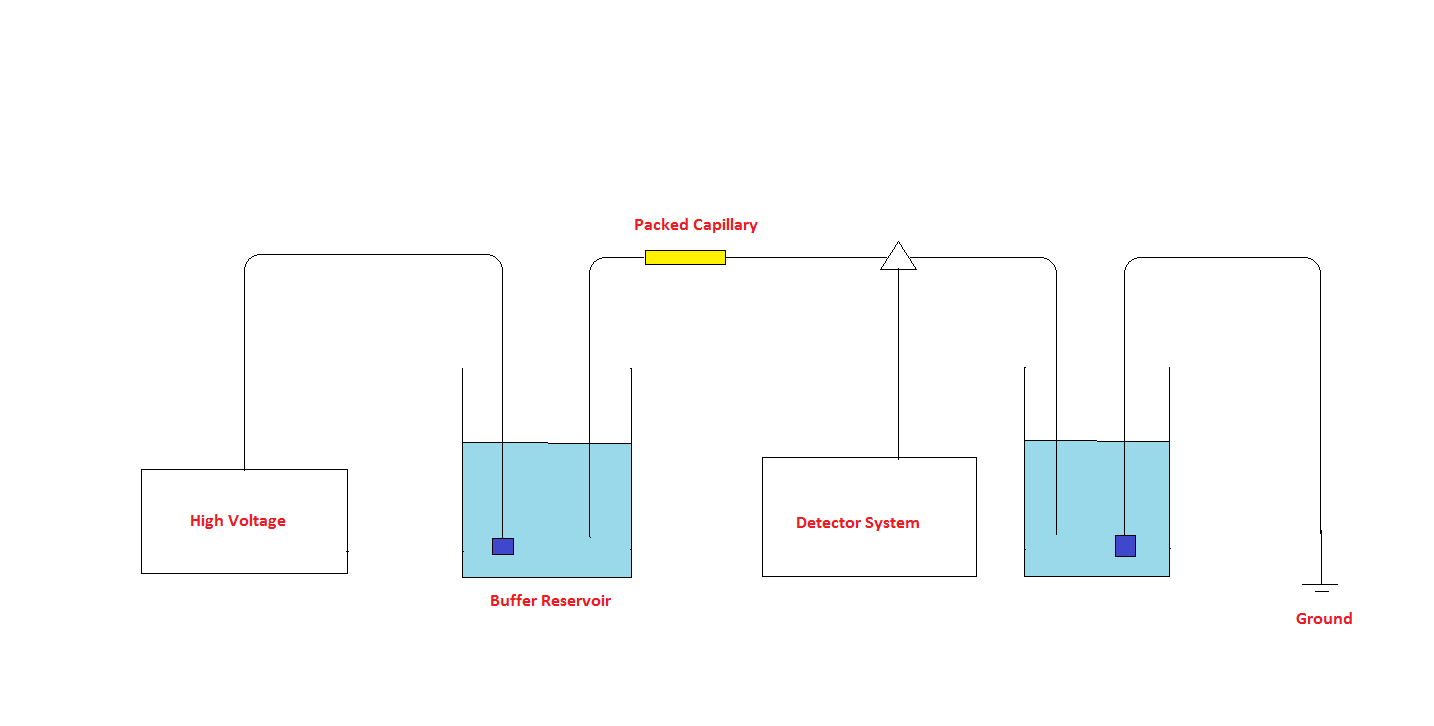
Aufbau eines CEC-Apparats

Bei einem alkalischen pH-Wert sind die Silanolgruppen auf der Oberfläche der Innenseite der Kapillare und der stationären Phase negativ geladen. Daran lagern sich zum Ladungsausgleich positive Ladungen an, was als elektrochemische Doppelschicht bezeichnet wird. In Kapillaren baut sich bei Anlegen eines elektrischen Feldes ein elektroosmotischer Fluss auf, mit einer Wanderung der Kationen entlang dieser Schichten in Richtung Kathode. Die Wanderung der Kationen führt über ihre Hydrathüllen zu einem Flüssigkeitsstrom. Durch die unterschiedlichen Nettoladungen der Analyte und deren unterschiedlich starke Wechselwirkungen mit der stationären Phase kommt es zu einer Auftrennung der wandernden Teilchen. Die Probe wird durch Kapillarwirkung in die Kapillare eingebracht. Durch die Vermeidung eines hohen Drucks wie bei der HPLC neigt die Kapillare weniger zum Verstopfen, da der elektroosmotische Fluss nicht vom Durchmesser und der Länge der Säule abhängt. Die Partikelgröße des Säulenmaterials ist daher freier wählbar.

## Theorie
Die Dicke der elektrischen Doppelschicht δ ist mit der Dielektrizitätskonstante εr, der elektrischen Feldkonstante ε0, der universellen Gaskonstante {\displaystyle R}, der absoluten Temperatur, der molaren Konzentration {\displaystyle c} und der Faraday-Konstante {\displaystyle F} folgend definiert:
{\displaystyle \delta ={\sqrt {\frac {\varepsilon _{\mathrm {r} }\varepsilon _{0}RT}{2cF^{2}}}}}
Die lineare Geschwindigkeit des Flüssigkeitsstromes {\displaystyle u} hängt nach der Smoluchowski-Gleichung unter anderem vom Zeta-Potential ζ, der elektrischen Feldstärke E und der Viskosität η des Mediums ab.
{\displaystyle u=\varepsilon _{r}\varepsilon _{0}\zeta E\eta }